# Ankylopteryx (Ankylopteryx) immaculata
Ankylopteryx (Ankylopteryx) immaculata is een insect uit de familie van de gaasvliegen (Chrysopidae), die tot de orde netvleugeligen (Neuroptera) behoort. 
Ankylopteryx (Ankylopteryx) immaculata is voor het eerst wetenschappelijk beschreven door Brauer in 1864.